# Shaura
Shaura, anteriormente conhecido como Juka (ジュカ), é um cantor  japonês, ex-vocalista do projeto solo de Mana, Moi Dix Mois e HIZAKI Grace Project, do guitarrista Hizaki.
Ele então começou sua carreira solo no final de 2007. Ele retornou em 2009, depois de mudar seu nome artístico para Shaura, como parte do duo XOVER, junto com Kouichi. Depois que sua última banda, VII-Sense, se desfez em meados de 2012, em agosto, ele escreveu oficialmente em seu blog que sua carreira musical terminou e não havia razão para ele voltar ao palco.
Atualmente está em atividades com a banda VII-Sense.